# Prueba de aborto en plataforma
Una prueba de aborto en plataforma es una prueba de un sistema de escape para el lanzamiento. Se emplea para determinar la calidad del sistema, en su tarea de sacar a salvo a la tripulación de una nave espacial cuando hay una situación de emergencia en la plataforma de despegue.

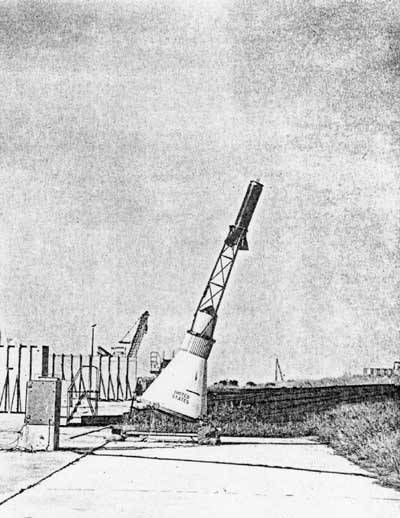
Prueba de aborto en plataforma del Mercury.

## Proyecto Mercury
Fuentes de la sección.
El Programa Mercury incluía varias pruebas de aborto en plataforma para el sistema de escape con un módulo de tripulación ficticio. 
- 22 de julio de 1959 - Primera prueba de aborto realizada con éxito de una torre de escape funcional acoplada a la cápsula de pruebas Mercury.
- 28 de julio de 1959 - Prueba del cohete y el cohete de aborto Grand Central/Torre de escape con una cápsula de pruebas Mercury con instrumentación para medir los niveles de presión sonora y las vibraciones del Little Joe .

## Proyecto Apolo

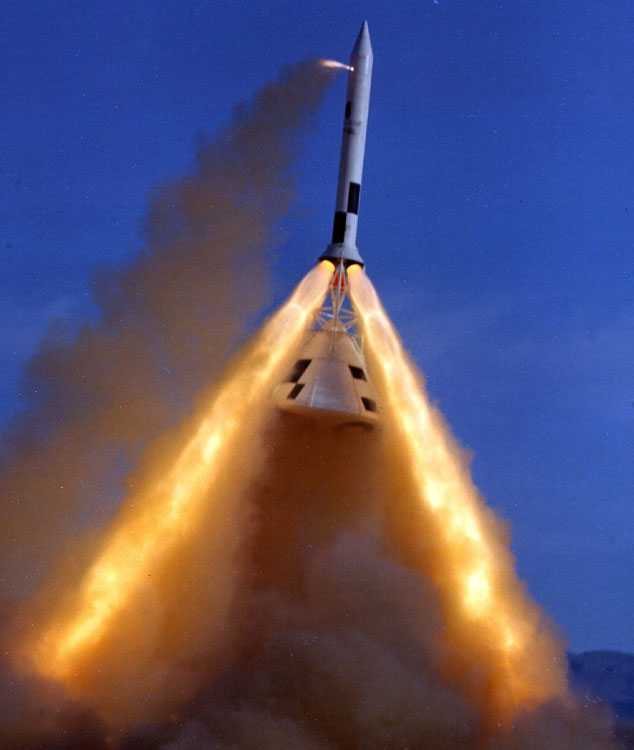
Prueba de aborto del Apolo 2.

El programa Apolo incluyó varias pruebas de aborto en plataforma para el sistema de escape con un módulo de tripulación de pruebas. 
- La Pad Abort Test-1 fue realizada el 7 de noviembre de 1963, y

- La Pad Abort Test-2 fue realizada el 29 de junio de 1965.

Ambas pruebas fueron dirigidas desde el White Sands Missile Range.

## Orión

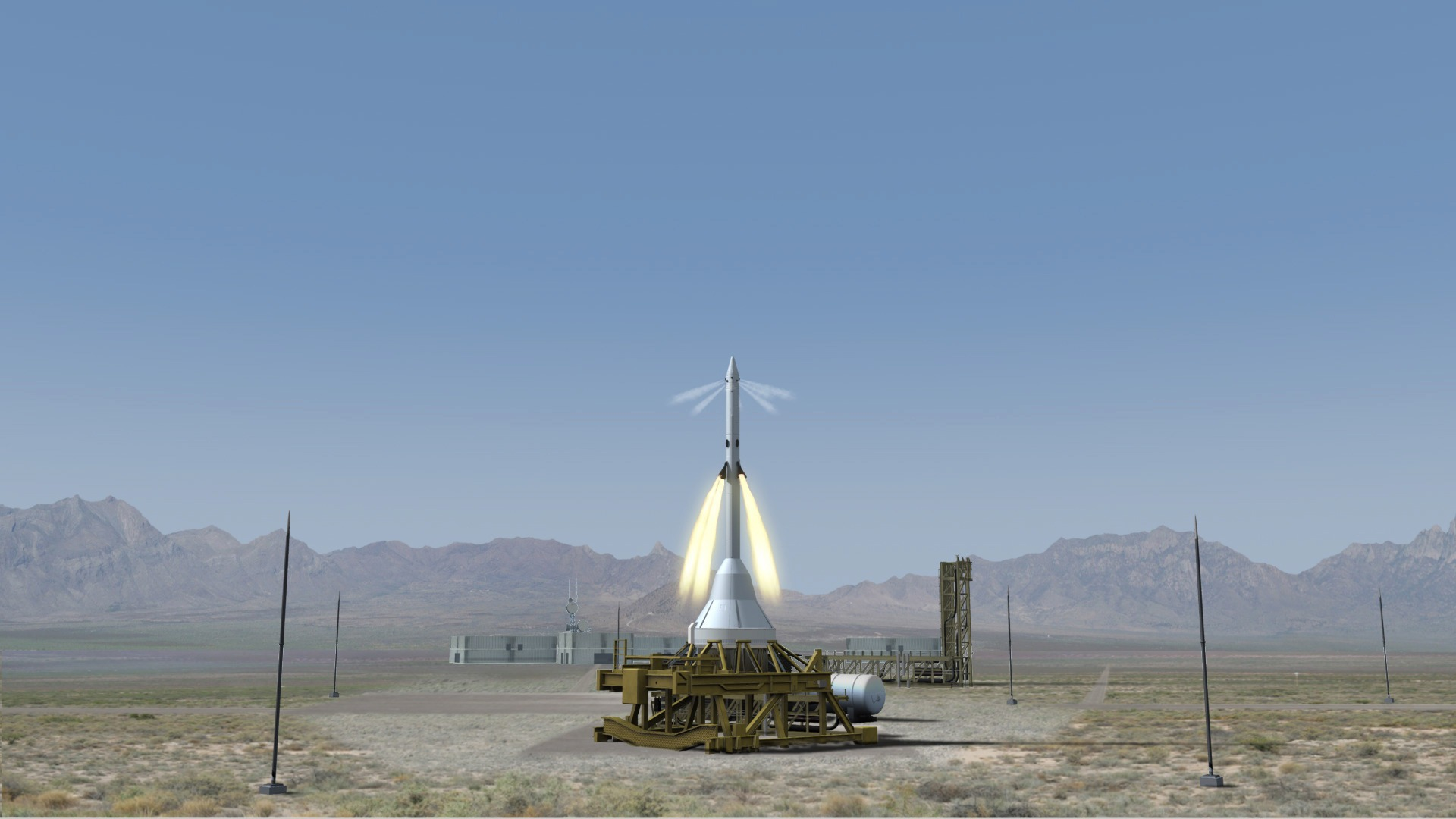
Imagen conceptual de una prueba de aborto en plataforma de una nave Orión.

La prueba de aborto en plataforma comenzó con la construcción de la primera cápsula Orión de pruebas. Fue un prototipo básico de una maqueta a escala real. Su función es comprobar la secuencia de ensamblado y los procedimientos del lanzamiento en el Langley Research Center de la NASA, mientras los ingenieros espaciales de Lockheed ensamblan los primeros motores de cohete para la torre de escape de la nave. La primera prueba de aborto del sistema de la torre fue en White Sands Missile Range en Nuevo México en 2008. Lockheed Martin Corp. fue premiada con el contrato para construir la Orión el 31 de agosto de 2006.